# Huguette Garnier
Huguette Garnier foi uma escritora francesa que publicou seus livros nas décadas de 20 e 30 do Século XX, fazendo parte de uma geração de escritoras francesas que surgiu no período entre as duas Grandes Guerras Mundiais, e que representou, de certo modo, uma reação feminista de renovação do papel social e cultural até então atribuído às mulheres.

## Obras principais
- Le Coeur et la Robe, Paris: Ferenczi, 1922
- La Maison des amants, Chez L'Auteur, 1926
- La braconniere, Flammarion, 1927
- Quand nous étions deux, Paris: Fayard, Coleção Bibliotèque, nº 10, 1928
- Amours... chères… amours..., Paris: La Nouvelle Revue Critique, 1929
- Les miroirs jumeaux, Flammarion, 1930
- Lily bouquet, Flammarion, 1932
- ... et de mère inconnue!, Flammarion, Coleção “Pour oublier la Vie”, n°5, 1935

## Considerações críticas
Jennifer E. Milligan, em seu livro “The forgotten generation: French women writers of the inter-war period” (1996) observa que, “(...) no rescaldo da Grande Guerra, uma nova geração de escritoras tomou a caneta para corrigir a situação, contestando os papéis sociais e culturais atribuídos a mulheres, propondo e inspirando novas definições de feminilidade. Muitos críticos hoje são indiferentes a realizações literárias da mulher durante este período, que permanecem sujeitos a serveras críticas”, e porpõe “a análise e o desafio do caminho que estas importantes escritoras têm sido marginalizadas nos anais da história literária francesa”. Garnier é citada, entre outras, com uma escritora populista, típica mulher “impregnada de sensibilidade”.

## Traduções em língua portuguesa
- Mãe Antiga, Filha Moderna (Les miroirs jumeaux), publicado em Lisboa, pela Editora Guimarães, em 1931 (Coleção Guimarães, nº 12), tradução de João Evangelista Campos Lima[4].
- Quando Éramos Dois (Quand nous étions deux), única edição em 1932[5], pela Companhia Editora Nacional, Coleção Biblioteca das Moças, tradução de Ribeiro Couto[6][7].

## Cinema
Em 1929, foi filmado na França, sob direção de Léonce Perret, o romance Quand Nous Etions Deux, estrelando Alice Roberts e André Roane. Estreou na França em 3 de maio de 1930.